# Roger Öhman
Jan Roger Öhman (* 5. Juni 1967 in Malmö) ist ein ehemaliger schwedischer Eishockeyspieler.

## Karriere
Öhman begann seine Karriere 1984 bei Leksands IF in der schwedischen Elitserien. Vor Beginn der Saison 1985/86 nahmen ihn die Winnipeg Jets aus der National Hockey League unter Vertrag, die ihn im NHL Entry Draft 1985 in der zweiten Runde an 39. Position ausgewählt hatten. Allerdings bestritt er kein einziges Spiel für die Jets.
Zur Saison 1986/87 nahm er ein Vertragsangebot der Moncton Hawks aus der American Hockey League an, die er jedoch nach einer Saison verließ und in seiner Heimat beim AIK Solna einen Vertrag unterschrieb. Öhman absolvierte dort zwei Spielzeiten, bevor er für sechs Spielzeiten bei Malmö IF agierte, mit denen er 1992 und 1994 schwedischer Meister wurde. 1996 wechselte er für zwei Spielzeiten zu den Kassel Huskies in die Deutsche Eishockey Liga, mit denen er 1997 deutscher Vizemeister wurde. Zwischen 1998 und 2000 ging er für den Klagenfurter AC aufs Eis, bevor er zu seinem ehemaligen Verein nach Malmö zurückkehrte. Allerdings wechselte er in der noch laufenden Saison zum HC La Chaux-de-Fonds. 
Nachdem er nochmals für zwei Spielzeiten für seine Geburtsstadt sportlich aktiv gewesen war, beendete er 2003 seine Karriere.

## Erfolge und Auszeichnungen
- 1992 Schwedischer Meister mit Malmö IF
- 1992 Europapokal-Gewinn mit Malmö IF
- 1994 Schwedischer Meister mit Malmö IF
- 1997 DEL-Spieler des Jahres
- 2000 Österreichischer Meister mit dem Klagenfurter AC

### International
- 1985 Goldmedaille bei der U18-Junioren-Europameisterschaft
- 1987 Bronzemedaille bei der Junioren-Weltmeisterschaft